# El secreto de Julia
El secreto de Julia es una película de Argentina filmada en colores dirigida por Ernesto Aguilar sobre su propio guion que se estrenó el 28 de noviembre de 2019 y tuvo como actores principales a Natalia D'Alena, Daryna Butryk y Luciana Grasso.

## Sinopsis
Después de 17 años, Julia vuelve a la casa de su infancia, en las afueras de un pequeño pueblo del interior, junto a su pareja Ana. Allí sufrió cuando era niña el abuso sexual de su padre, recientemente fallecido. Encuentra a José, un vecino expolicía que vive solo con su hija adolescente y percibe algo extraño en su relación. Mientras espera para vender la vivienda, le asaltan sus fantasmas y recuerdos más oscuros, de un modo mucho más real que lo que podría haber imaginado.

## Reparto
Participaron del filme los siguientes intérpretes:
- Natalia D'Alena	...	Julia
- Daryna Butryk	...	Ana, pareja de Julia
- Luciana Grasso	...	Belen
- Santiago Schefer
- Emiliano Díaz
- Germán Rade
- Lucas Pose

## Comentarios
Bruno Calabrese en el sitio web cineargentinohiy.com.ar opinó:

”Desde…que conoce a sus vecinos, Julia percibe algo extraño…que…la llevarán a indagar un poco más hasta meterse en un terreno peligroso...de violaciones, abusos y violencia familiar...la impunidad y la corrupción policial en el desolado pueblo….Aguilar entreteje de manera inteligente todos los elementos para llevar a cabo un thriller interesante sobre un tema delicado….A medida que...avanza, el film se transforma en una exhibición de perversidad, tortura y violencia explícita y simbólica...la construcción de José… le aporta la cuota justa de terror, junto con un final que remite a clásicos como “La masacre de Texas” de Tobe Hopper. Con esos elementos...se mete en la dinámica sórdida de los abusos intrafamiliares y sus consecuencias sin guardarse nada, de manera simple pero igualmente aterradora.”

María Fernanda Mugica en La Nación escribió:

”Sus personajes se deshacen en los giros del guion, convirtiendo el relato en una serie de episodios efectistas que se desprenden de esa inicial inquietud para derivar en una exhibición de actos tortuosos, un erotismo de mal gusto y una resolución digna del peor cine de explotación. La puesta en escena…y algunas sólidas actuaciones -como la de Natalia D'Alena, que se carga toda la película- se terminan vaciando de sentido en tanto no hay sutileza posible frente a ese universo trazado en líneas gruesas, a personajes con diálogos y conductas imposibles y a un uso especulativo de todas las formas de violencia.”.